# ترزاسکی، شهرستان زورمیان
ترزاسکی، شهرستان زورمیان (به لاتین: Trzaski, Żuromin County) یک منطقهٔ مسکونی در لهستان است که در Gmina Bieżuń واقع شده‌است.